# Baràixkovo
Baràixkovo (en rus: Барашково) és un poble de l'óblast de Pskov, a Rússia, segons el cens del 2010 tenia 16 habitants. Pertany al districte de Krasnogorodsk.